# Yaverlandia
Yaverlandia (лат.) — род ящеротазовых динозавров из клады теропод (Theropoda), живших в меловом периоде около 136,4—125,0 миллионов лет назад на территории нынешней Европы. Окаменелости  были найдены на острове Уайт, Англия. Представлен одним видом — Yaverlandia bitholus.
Впервые вид Yaverlandia bitholus описал палеонтолог Питер Гэлтон в 1971 году как самого раннего из известных членов семейства пахицефалозаврид, но последние исследования Р. Салливана показывают, что скорее всего это был представитель теропод.